# Kaïta Kayentao Diallo
Kaïta Kayentao Diallo est une juge malienne. De 2006 à 2011, elle est présidente de la Cour suprême du Mali.

## Biographie

### Enfance, éducation et débuts
Diallo commence sa carrière comme juge d'instruction au tribunal de première instance de Mopti en 1971. En 1985, elle est la première femme nommée juge de paix à compétence élargie à Bougouni.

### Carrière
Diallo est présidente de la section judiciaire de la Cour suprême. Elle devient par nomination présidente de la Cour suprême du Mali par le président Amadou Toumani Touré en mai 2006. Elle commence son mandat le 20 juillet et devient ainsi la première femme à occuper ce poste,,. Elle a pris sa retraite le 1ᵉʳ janvier 2011.
En 2011, Diallo reçoit une nomination au Tribunal d'appel de l'Organisation internationale de la Francophonie.